# 와라오족

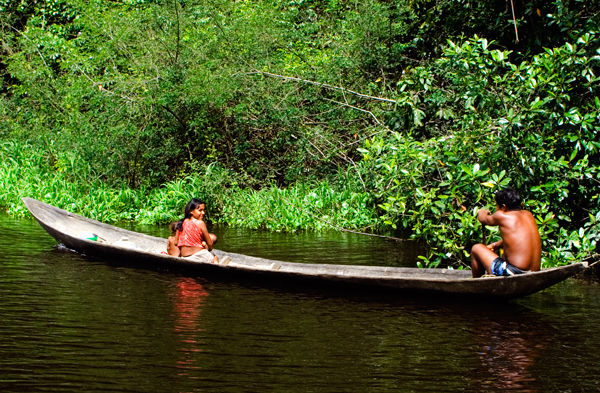

와라오족(Warao)은 베네수엘라 북동부의 오리노코강 하류 삼각주에 주로 거주하는 남아메리카 원주민 부족이다. 오리노코 강 삼각주에 약 364개의 와라오족 마을이 있으며, 가장 큰 것은 쿠리아포(Curiapo)이다. 약 5천 명은 인접한 가이아나의 국경지대에 거주하며, 수리남에도 소수의 인구가 거주한다. 2011년 인구조사 기준 베네수엘라 내에 49,271명의 와라오족이 거주하는데, 베네수엘라에서 와유족(Wayuu) 다음으로 인구가 많은 원주민 부족이다.
다른 명칭으로 Waroa, Guarauno, Guarao, Warrau 등이 있는데, 본래 "와라오"라는 이름은 "보트 탄 사람"을 의미하며 물과 친숙한 그들의 생활상을 잘 반영한다.

## 같이 보기
- 와라오어
- 오리노코강